# ベネトゥッティ
ベネトゥッティ（イタリア語: Benetutti）は、イタリア共和国サルデーニャ自治州サッサリ県にある、人口約1,800人の基礎自治体（コムーネ）。

## 地理

### 位置・広がり

#### 隣接コムーネ
隣接するコムーネは以下の通り。括弧内のNUはヌーオロ県所属を示す。
- ボーノ
- ブルテーイ
- ヌーレ
- ヌーオロ (NU)
- オニフェーリ (NU)
- オラーニ (NU)
- オルーネ (NU)
- パッターダ